# Футбольна федерація Нідерландів
Футбо́льна федера́ція Нідерла́ндів (нід. Koninklijke Nederlandse Voetbalbond, чи KNVB) — асоціація, що здійснює контроль і управління футболом у Нідерландах. Штаб-квартира розташована у місті Зейст. Заснована 8 грудня 1889 року. Федерація є одним з засновників ФІФА у 1904 році, член УЄФА з 1954 року. Асоціація організовує діяльність та здійснює керування національними збірними з футболу, включно з головною національною збірною.
Під егідою федерації проводяться змагання в Ередивізі та в Еерсте-Дивізі. Слід зазначити, що Чемпіонат Нідерландів з футболу проводився неофіційно ще до заснування організації у 1889 році.